# Въведение Богородично (Станос)
Вижте пояснителната страница за други значения на Въведение Богородично.
„Въведение на Пресвета Богородица“ (на гръцки: Ι. Ν. Εἰσοδίων Θεοτόκου) е православна църква в село Станос (Стано), Халкидики, Гърция, част от Йерисовската, Светогорска и Ардамерска епархия. Храмът е построен в 1802 - 1811 година. Църквата има ценни икони от XIX век, дело на майстори от Галатищката художествена школа, и резбован таван.